# Podophyllin

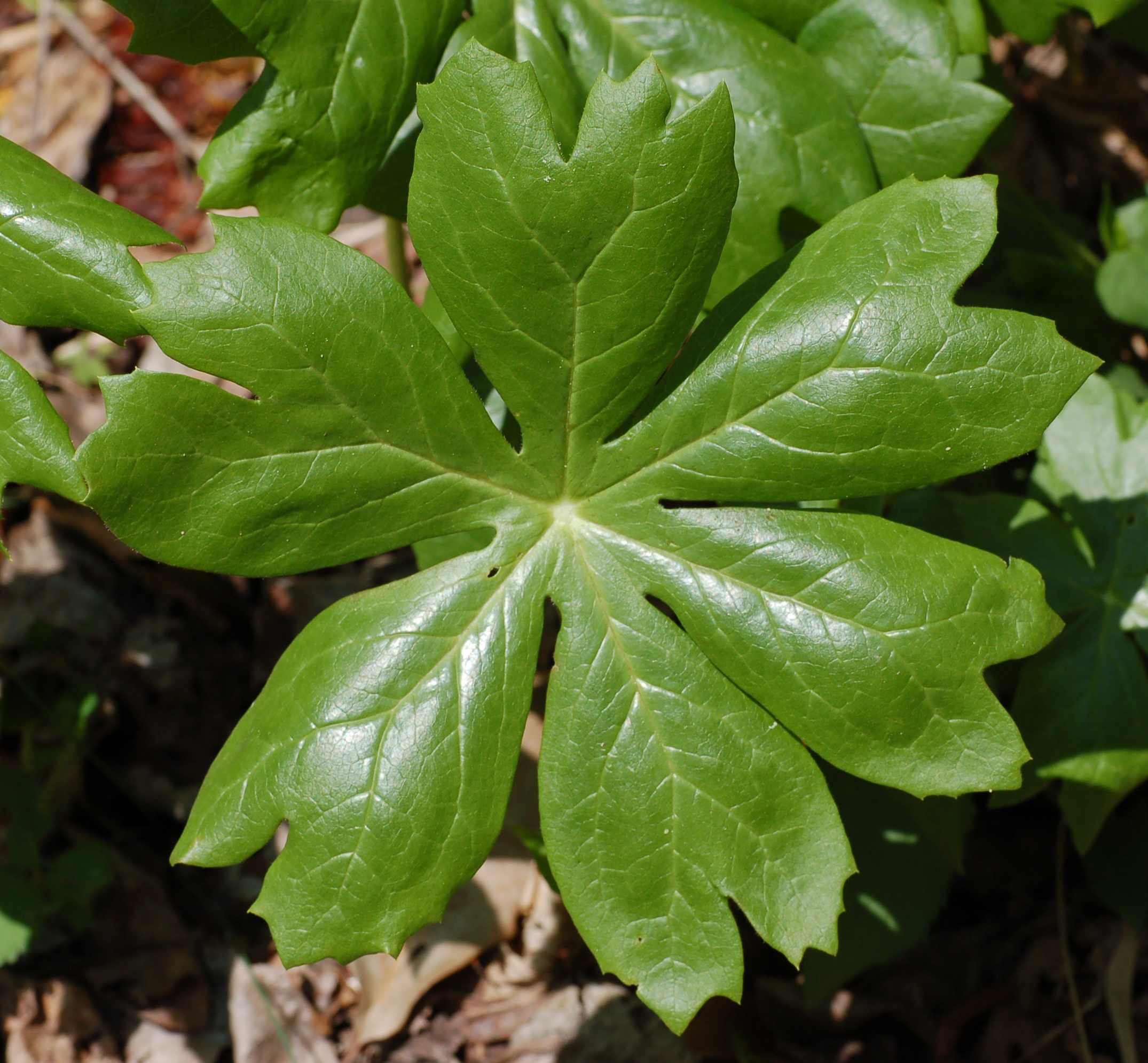
Maiapfel (Podophyllum peltatum)

Podophyllin ist ein hygroskopisches Pulver, welches aus dem Wurzelstock der Gattung Fußblatt (syn.: Maiapfel) mit den Arten Podophyllum peltatum und Podophyllum hexandrum aus der Familie der Sauerdorngewächse (Berberidaceae) gewonnen wird.
Die Droge enthält Peltatine, das  biologisch inaktive Pikropodophyllin und das Spindelgift Podophyllotoxin, welches auch als Zytostatikum Anwendung findet.
Früher noch in „natürlichen“ Abführmitteln (Laxantien) vorhanden, ist eine Anwendung in dieser Indikation heute nicht mehr erlaubt. Auch zur Behandlung von Feigwarzen soll es nicht mehr eingesetzt werden, da anekdotische Berichte zu Spekulationen über die gelegentliche maligne Entartung von Genitalwarzen im Zusammenhang mit der Einführung der Podophyllin-Therapie in den 40er Jahren Anlass geben.